# Robert Charvay
Robert Charvay, nom de plume de Pierre Louis Adrien Lefort, est un dramaturge et journaliste français né le 5 mars 1856 à Paris 1er et mort le 30 décembre 1925 à Paris 9e. 

## Biographie
Robert Charvay fut rédacteur au quotidien L'Écho de Paris, où il signait « Le Nain jaune ».
Sa comédie Mademoiselle Josette, ma femme fut adaptée quatre fois au cinéma.

## Dramaturge
- Le Fiancé de Thylda, opérette bouffe en 3 actes, écrite avec Victor de Cottens, musique de Louis Varney, 1900 ; reprise sous le titre Le Voyage avant la noce
- L'Enfant du miracle, comédie bouffe en 3 actes écrite avec Paul Gavault, 1903
- Papa Mulot, comédie dramatique en 3 actes, 1904
- Mademoiselle Josette, ma femme, comédie en 4 actes écrite avec Paul Gavault, 1906
- Monsieur Pickwick, comédie burlesque en 5 actes, 1911, avec Georges Duval, d'après Dickens, au théâtre de l'Athénée[3].

## Distinctions
- Chevalier de la Légion d'Honneur au titre du Ministère de l'Instruction publique et des Beaux-Arts (décret du 21 janvier 1914). Parrain : Paul Ferrier, auteur dramatique[4].